# سبد أوروبي

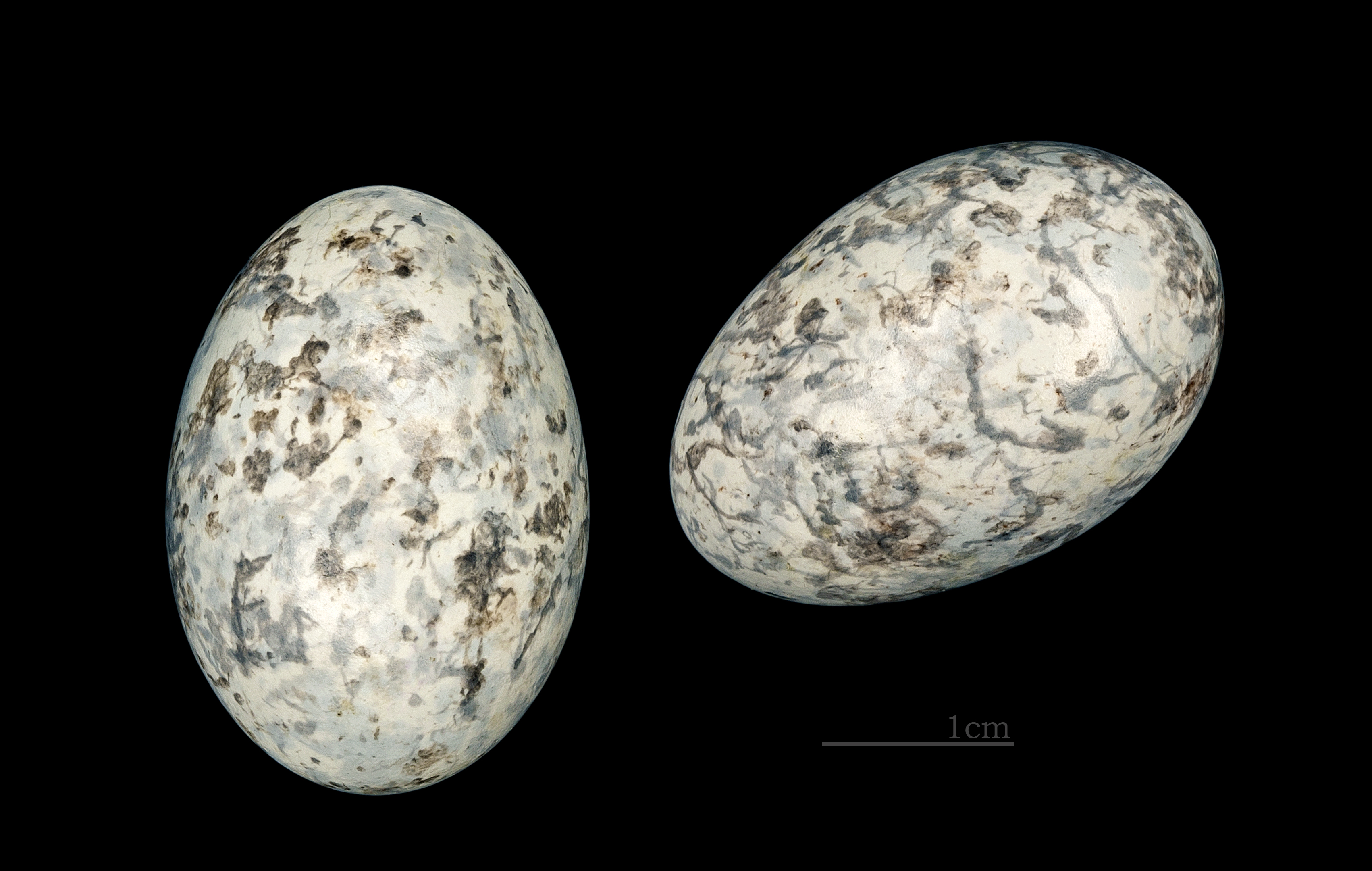
Caprimulgus europaeus

السُبَد الأوروبيّ  أو السُّبَد الشائع أو أبو عمي أو الدَرْهوك (الاسم العلمي: Caprimulgus europaeus) (بالإنجليزية: European Nightjar) هو طائر ينتمي إلى (فصيلة: Caprimulgidae).